# ويليام بيتش
ويليام بيتش (بالإنجليزية: William Beach)‏ هو سياسي أمريكي، ولد في 1815، وتوفي في 14 مارس 1860. انتخب عضو مجلس ولاية نيويورك.